# Alexia Vidot
Alexia Vidot, née en 1987 et convertie à l'âge de 20 ans, est une journaliste française à l'hebdomadaire La Vie, responsable du cahier Les Essentiels, qui retrace l’itinéraire spirituel de témoins de la foi.
Elle est également l'auteure d'une Petite Vie de Maximilien Kolbe et de L'Abandon avec Maximilien Kolbe.

## Biographie
Alexia Vidot, née en 1987, est journaliste à La Vie. Convertie à l'âge de vingt ans, elle cherche à témoigner, en mêlant les voix d'auteurs spirituels, de ce qu'elle appelle la délicatesse de Dieu envers l'homme.  
Dans ses livres, elle dresse le portrait spirituel d'hommes et femmes du XXe siècle : la caricaturiste française Marcelle Gallois, le couple rwandais Cyprien et Daphrose Rugamba, la journaliste américaine Dorothy Day, l'aristocrate européen Alex-Ceslas Rzewuski, le jeune sbire du KGB Sergei Kourdakov, le médecin japonais Takashi Nagai et le fondamentaliste romain Bruno Cornacchiola.